# 土门乡 (赞皇县)
土门乡，是中华人民共和国河北省石家庄市赞皇县下辖的一个乡镇级行政单位。

## 行政区划
土门乡下辖以下地区：
土门村、千根村、龙堂院村、寺峪村、鲍家滩村、野草湾村、湾子村、北张家庄村、刘家庄村、郝富庄村、南水峪村、大桥庄村、黄连沟村、秦家庄村、高家庄村、郝家庄村和马家庄村。